# Harrison Smith
Harrison J. Smith (Knoxville, 2 febbraio 1989) è un giocatore di football americano statunitense che gioca nel ruolo di safety per i Minnesota Vikings della National Football League (NFL). Scelto dai Vikings nel corso del primo giro (29º assoluto) del Draft NFL 2012, in precedenza aveva giocato a football per i Fighting Irish dell'Università di Notre Dame.

## Carriera professionistica

### Minnesota Vikings

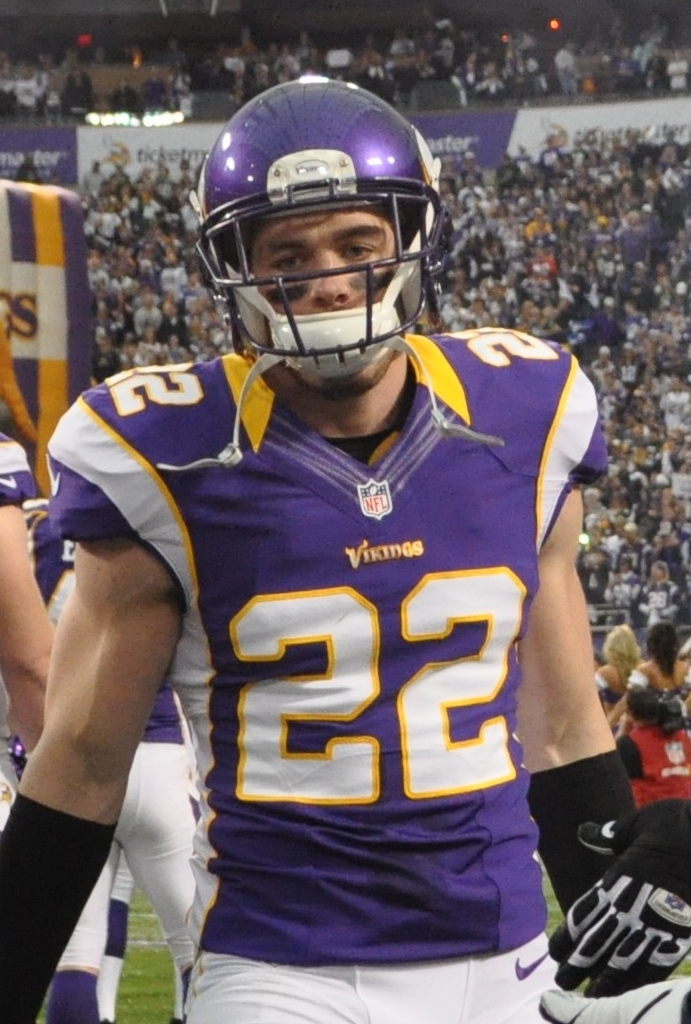
Smith durante l'ultimo incontro della stagione vinto da Minnesota contro Green Bay.

Considerato come uno dei migliori prospetti nel ruolo di safety nonché uno dei migliori giocatori in assoluto selezionabili nel Draft NFL 2012 (era da molti analisti dato come prospetto da fine primo giro), Smith fu scelto come 29º assoluto nel primo giro del Draft dai Minnesota Vikings, che cedettero ai Baltimore Ravens le loro scelte nel 2º e 4º giro (35ª e 98ª assoluta) per poter salire alla posizione utile per selezionarlo.

#### 2012
Nel debutto da professionista, vinto il 9 settembre ai supplementari contro i Jacksonville Jaguars, Smith mise a segno 7 tackle ed un passaggio deviato, risultato poi ripetuto anche nei due incontri seguenti, la sconfitta contro i Colts e la vittoria a sorpresa contro i 49ers.
Nella vittoria della settimana 7 sui Cardinals, Smith fece registrare 5 tackle ed il primo intercetto in carriera che ritornò per 31 yard in touchdown. Per questa prestazione fu uno dei candidati al premio di miglior rookie della settimana, vinto poi da Alfred Morris.
Nel Thursday Night Football della settimana 8 perso contro i Tampa Bay Buccaneers, Smith guidò i Vikings con 13 tackle. Nella settimana 13, Smith mise a segno il secondo intercetto in carriera ai danni di Aaron Rodgers, quarterback dei Green Bay Packers, oltre ad 11 tackle. La domenica successiva Smith mise a referto un altro intercetto su Jay Cutler dei Chicago Bears ritornandolo in touchdown nella vittoria per 21-14.
Nella settimana 16 Smith giocò una grande prova durante la fondamentale vittoria dei Vikings sugli Houston Texans. Il rookie terminò la gara con 7 tackle, un sack e un fumble forzato. Smith concluse la sua prima stagione regolare giocando tutte le 16 gare come titolare con 103 tackle, 3 intercetti, un sack, un fumble forzato ed un touchdown. Nella prima gara di playoff in carriera, Smith mise a segno otto tackle contro i Packers ma Minnesota fu sconfitta, anche a causa dell'assenza per infortunio del quarterback titolare Christian Ponder. Il 10 gennaio 2013 fu inserito nell'All-Rookie Team stilato congiuntamente dalla rivista Pro Football Weekly e dalla Pro Football Writers of America.

#### 2013

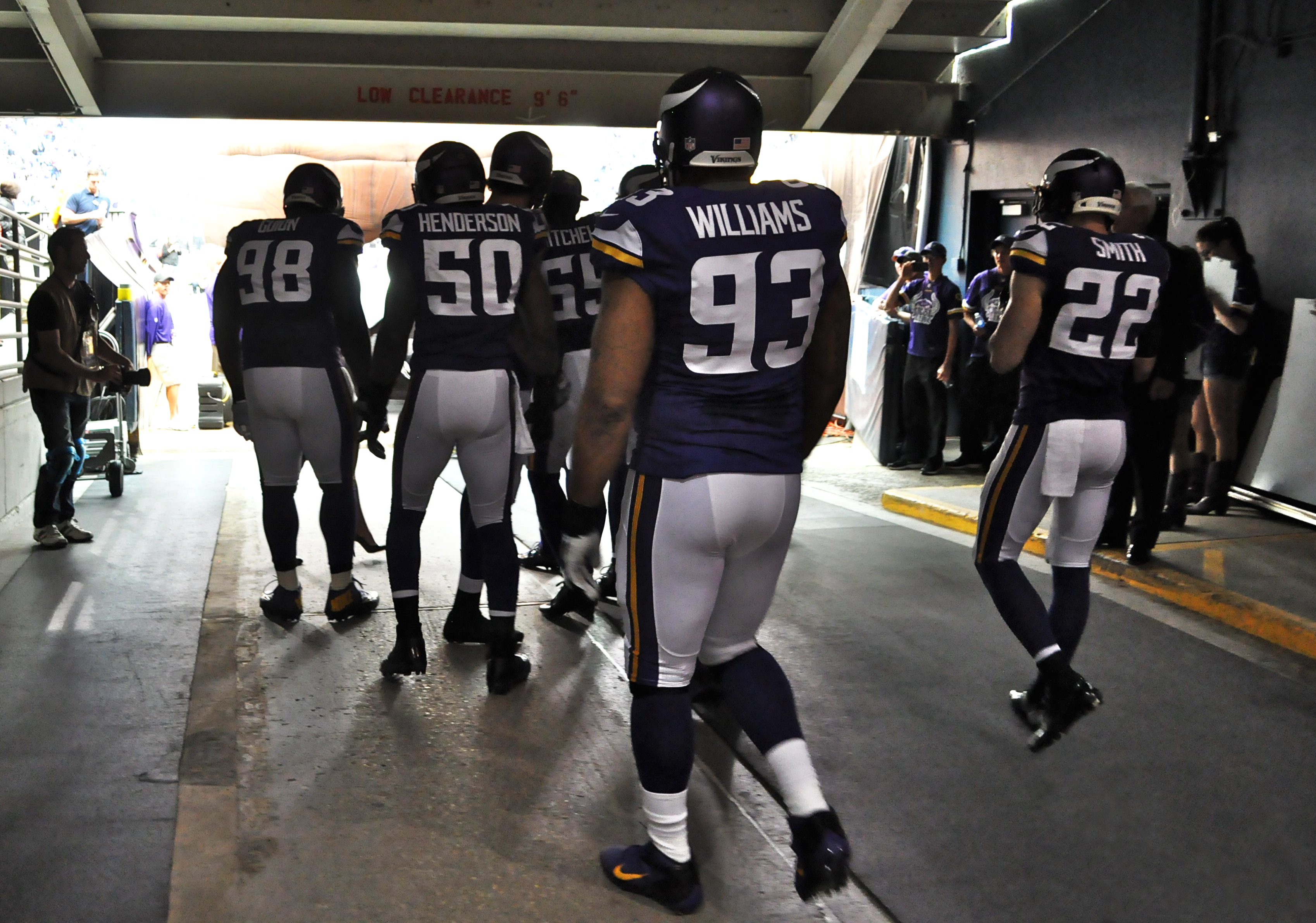
Smith (22) all'ingresso in campo nel match di settimana 3 perso dai Vikings contro i Browns.

Smith iniziò la stagione 2013 con 10 tackle (7 solitari e 3 assistiti) ed 1 fumble ricoperto nella partita esterna persa dai Vikings contro i Detroit Lions. La settimana seguente mise a referto altri 8 tackle (tutti solitari) e il secondo intercetto in carriera ai danni di Cutler, nella sconfitta 30-31 contro i Bears. Una settimana più tardi Smith fu ancora una volta protagonista di un intercetto, questa volta a i danni del quarterback dei Browns Brian Hoyer, oltre che autore di altri 5 tackle solitari che non furono comunque sufficienti ai Vikings per evitare una sconfitta interna (la terza stagionale) per 31-27 contro Cleveland. Nella settimana 4, Smith mise a segno 7 tackle (6 solitari ed uno assistito) nella prima vittoria stagionale dei Vikings, impegnati contro gli Steelers al Wembley Stadium di Londra in una delle due gare delle NFL International Series della stagione 2013.
Dopo la settimana di pausa i Vikings affrontarono al Mall of America Field i Carolina Panthers disputando una pessima partita e perdendo per la quarta volta dall'inizio della stagione. Smith dal canto suo mise a segno altri 4 tackle (3 solitari e 1 assistito) prima di uscire dal campo per una distorsione dell'articolazione dell'alluce. Inizialmente, nella giornata di martedì, fu diffusa da Ian Rapoport di NFL Network la notizia che Smith non sarebbe andato sotto i ferri per correggere la distrazione con un intervento chirurgico, ma due giorni dopo Tom Pelissero di Usa Today riportò l'indiscrezione secondo la quale i medici avevano consigliato a Smith di sottoporsi all'operazione mentre i Vikings desideravano continuare a scongiurare l'intervento dando comunque a Smith il tempo di guarire dall'infortunio. Per questo motivo, Smith saltò il Monday Night della settimana 7 contro i New York Giants. Venerdì 18 sul sito dei Vikings, fu in seguito svelata la tabella di recupero Smith, che prevedeva il suo inserimento nella lista dei "Designati per il Ritorno" (ogni squadra della NFL può inserire al massimo un giocatore a stagione in questa speciale lista) che permise a Smith di restare a riposo per 6 settimane, per poi tornare a disposizione dopo 8 settimane, ed evitare così l'inserimento nella lista degli "Infortunati/Riserve" che avrebbe comportato la conseguente indisponibilità del giocatore sino a fine stagione.
Rispettando in pieno i tempi di recupero, Smith tornò in campo il 15 dicembre nella gara di settimana 15 che vedeva i Vikings opposti ai Philadelphia Eagles, sconfitti 30-48 al Mall of America Field, guidando subito la propria squadra con 8 tackle (6 solitari e 2 assistiti). Altri 16 li totalizzò nelle restanti due partite, in cui arrivarono una sconfitta contro i Cincinnati Bengals ed una vittoria contro i Detroit Lions, chiudendo così la sua seconda stagione da professionista con 58 tackle totali (di cui 47 solitari ed 11 assistiti), 3 passaggi deviati, 2 intercetti ed un fumble recuperato messi a referto in 8 partite di cui 7 disputate da titolare.

#### 2014
Nella stagione 2014 Smith fu uno dei protagonisti nel primo incontro della stagione regolare, vinto da Minnesota per 34-6 in casa dei St. Louis Rams, durante il quale mise a referto due tackle, il secondo di 5 sack messi a segno dalla difesa dei Vikings ai danni dei quarterback di St. Louis e un intercetto ritornato in touchdown dopo una corsa da 81 yard.

#### 2015
Smith aprì la stagione 2015 mettendo a segno 9 tackle (5 solitari e 4 assistiti) nella gara del Monday Night Football in cui i 49ers sconfissero per 3-20 i Vikings. La settimana seguente fu uno dei protagonisti nella vittoria dei Vikings sui Lions per 26-16 forzando due turnover di cui uno, un intercetto ai danni di Matthew Stafford riportato per 37 yard, fu vanificato da una penalità comminata dalla direzione arbitrale ai danni del compagno di squadra Xavier Rhodes. L'altro fu invece un fumble forzato ai danni di Theo Riddick e recuperato dal compagno di squadra Shamar Stephen. Smith chiuse inoltre la gara con altri 6 tackle solitari messi a segno. A fine anno fu convocato per il suo primo Pro Bowl al posto dell'infortunato Earl Thomas.

#### 2016
Nel 2016, Smith fu convocato per il secondo Pro Bowl consecutivo.

#### 2017
Nella penultima gara della stagione regolare, Smith mise a segno due intercetti su Brett Hundley dei Packers, venendo premiato come miglior difensore della NFC della settimana. Chiuse la stagione regolare con 78 tackle totali, 1½ sack, 5 intercetti e 12 passaggi deviati che gli valsero l'inserimento nel First-team All-Pro come safety da parte dell'Associated Press. Successivamente, fu inoltre convocato al Pro Bowl per la terza stagione consecutiva, in sostituzione dell'infortunato Landon Collins.

#### 2018
Nella vittoria del primo turno della stagione 2018 contro i San Francisco 49ers, Smith fu premiato come difensore della NFC della settimana dopo avere fatto registrare 8 placcaggi, un sack, un intercetto, un passaggio deviato e due tackle for loss. A fine stagione fu convocato per il suo quarto Pro Bowl dopo avere messo a segno 84 tackle, 3 sack e 3 intercetti. I Vikings invece non riuscirono a fare ritorno ai playoff.

#### 2019
A fine stagione fu convocato per il suo quinto Pro Bowl dopo avere messo a segno 85 tackle, 3 intercetti e un nuovo primato personale di 3 fumble forzati. I Vikings nel primo turno di playoff batterono i Saints, venendo eliminati la settimana seguente dai 49ers.

#### 2020
Nel 2020 Smith si classificò quarto nella NFL con 5 intercetti.

#### 2021
Nel 2021 Smith fu convocato per il suo sesto Pro Bowl dopo avere fatto registrare un nuovo primato personale di 114 tackle, oltre a 3 sack e un intercetto.

#### 2023
Nel quarto turno Smith mise a segno tre sack su Bryce Young, di cui uno con cui forzò un fumble che fu recuperato dal compagno D.J. Wonnum e ritornato in touchdown nella vittoria sui Panthers.

## Palmarès
- Convocazioni al Pro Bowl: 6

2015, 2016, 2017, 2018, 2019, 2021
- First-team All-Pro: 1

2017
- Second-team All-Pro: 1

2018
- Difensore della NFC della settimana: 2

16ª del 2017, 1ª del 2018
- PFWA All-Rookie Team - 2012

## Statistiche
Fonte: NFL.com
| Statistiche in carriera | Statistiche in carriera | Statistiche in carriera | Statistiche in carriera | Tackle | Tackle | Tackle | Sack | Intercetti | Intercetti | Intercetti | Altro  | Altro  | Altro | Altro  |
| Anno                    | Squadra                 | Gare                    | Gare tit.               | Tot    | Sol    | Ass    | Sack | Int        | Yard       | TD Int.    | Fum F. | Fum R. | PD    | Safety |
| ----------------------- | ----------------------- | ----------------------- | ----------------------- | ------ | ------ | ------ | ---- | ---------- | ---------- | ---------- | ------ | ------ | ----- | ------ |
| 2012                    | Minnesota Vikings       | 16                      | 16                      | 104    | 74     | 30     | 1    | 3          | 87         | 2          | 1      | 1      | 11    | 0      |
| 2013                    | Minnesota Vikings       | 8                       | 7                       | 58     | 47     | 11     | 0    | 2          | 4          | 0          | 0      | 1      | 3     | ˗˗     |
| 2014                    | Minnesota Vikings       | 16                      | 16                      | 92     | 21     | 71     | 3    | 5          | 150        | 1          | 1      | 0      | 9     | 0      |
| 2015                    | Minnesota Vikings       | 13                      | 13                      | 66     | 49     | 17     | 1½   | 2          | 35         | 1          | 1      | 0      | 3     | 0      |
| 2016                    | Minnesota Vikings       | 14                      | 14                      | 91     | 69     | 22     | 2    | ˗˗         | ˗˗         | ˗˗         | 0      | 2      | 2     | ˗˗     |
| 2017                    | Minnesota Vikings       | 16                      | 16                      | 78     | 61     | 17     | 1½   | 5          | 42         | 0          | 0      | 0      | 12    | ˗˗     |
| Carriera                |                         | 83                      | 82                      | 489    | 371    | 118    | 9    | 17         | 318        | 4          | 3      | 4      | 40    | 0      |

Statistiche aggiornate alla stagione 2017